# Nicktoons Unite!
Nicktoons Unite! (такође познат као SpongeBob SquarePants and Friends: Unite! у ПАЛ регионима) је видео игра из 2005. године која садржи ликове и нивое из Сунђер Боб Коцкалоне, Авантуре Џимија Неутрона: Дечак Геније, Чудновили родитељи и Дени Фантон. У игри, играч може да контролише четири Nicktoons лика ( Сунђер Боб Коцкалоне, Џими Неутрон, Тими Тарнер и Дени Фантом) док заједно раде на заустављању злог плана који су смислили негативци из серије сваког лика.
Игра је пуштена на генерално помешане критике и изнедрила је три наставка: Nicktoons: Battle for Volcano Island, Nicktoons: Attack of the Toybots, и SpongeBob SquarePants featuring Nicktoons: Globs of Doom.

## Играње
У верзији за конзолу, играч може да игра са три рачунара и ниједним другим људским играчима, или са пријатељем или два са преосталим рачунаром(има). Може се мењати способности које имају вишеструку употребу. Постоје и ствари које само одређени лик може да уради. На пример, Сунђер Боб је потребан да користи Bubble Bombs да разнесе стуб, Дени је потребан да користи Ghostly Wail на стаклу, Тими је потребан да користи Freeze Glove да замрзне мало воде, или Џими мора да обори неке ствари својим Neutron Flare.
Годард се може наћи у сва четири света (и што је чудно, у њему самом) тако да може да унапреди оружје и способности играча.
ДС верзија је потпуни 3Д платформер где играч контролише једног од четири лика у исто време, који може да се изабере у било ком тренутку преко екрана осетљивог на додир, док је ГБА верзија 2Д платформер у којем играч мора да мења између два лика дата на почетку нивоа у циљу напредовања. Користи унапред рендероване 3Д спријтове засноване на моделима ДС верзије.

## Приче
Играч се први пут упознаје са Сунђер Бобом Коцкалоном, који схвата да је Планктон преузео Коралово. Тада Годард излази из портала и приказује Сунђеру Бобу поруку од Џимија Неутрона. Пратећи Годарда кроз портал, упознаје Џимија Неутрона, Тимија Тарнера и Денија Фантома. Џими премазује Сунђера Боба самообнављајућом влагом како би био здрав. Џими затим објашњава да је његов најновији проналазак, Universe Portal Machine (уређај за отварање портала у друге димензије) копирао професор Каламитус, који је наставио да га користи за формирање Синдиката са Планктоном, Владом Пласмиусом и Дензелом Крокером; већ су почели да краду енергију из сваког од својих светова за свој главни план. Пошто Каламитусова јазбина не може да се пронађе, они прво почињу са другим световима тако што спречавају Синдикат да више црпи енергију и да створи своју војску Синдиката, састављену од Грунтова, војника Судњег дана, војника Фазе и Попера.
Хероји случајно долазе у Владов нови замак, где он открива да његов портал духова црпи енергију из Зоне духова да би унапредио планове Синдиката. Из предострожности, Влад је заробио Денијеве родитеље (Џека и Меди). Влад их затим нокаутира и затвара у затвор Зоне духова. Спријатељивши се са Духом из кутије, јунаци побегну након што су нокаутирали Вокера. Дени води јунаке до портала духова Фентон Воркс, где тврди да нема никакве везе са Фентоновима и да су стручњаци за ловце на духове. Они упознају Денијеве пријатеље, Сем Менсон и Такер Фоли, који објашњавају да су неки духови опседали грађане. Дени тера духове пре него што група пресече гробље Амити Парка до Владовог замка. По доласку, Џими схвата да постоје генератори који држе портал отвореним, а такође су довели и белу длакаву горилу, горилу Сампсона. Банда уништава генераторе и тако затвара портал. Суочавајући се са Владом, Дени поседује свог оца Џека, користећи 'Ghost Gauntlets' да удари Влада. Влад ликује што Синдикат нешто гради и они већ имају довољно енергије духова да га напајају пре него што побегну.
Следеће одредиште хероја је Коралово (где Џими, Дени и Тими користе Џимијеву ваздушну жваку да дишу под водом). Они упознају Сенди, која објашњава да Планктон користи жетелице за хватање медуза како би извукао снагу из њиховог убода. Такође је затворио господина Крабу. Сенди их шаље на поља медуза да упознају Патрика, али када га упознају, он бива усисан у комбајн. Након што су уништили жетелице, група се нашла на броду Уклетог Холанђанина. Он жели да они (минус Сунђер Боб пошто је досадан) буду чланови његове нове екипе. Међутим, Дени га убеђује да их пусти у замену за повратак своје старе посаде. По доласку у Кофу с помијама, ослобађају Патрика и медузу. На крову се суочавају са Планктоном, Планктон користи роботског рака да пребије 4 хероја и спаси господина Крабу. Хероји тада сазнају да Синдикат црпи енергију за уређај Судњег дана, а Крокер му и даље снабдева струју.
У Димздејлу, јунаци се инфилтрирају у Крокерову златну тврђаву, проналазећи дугу вилинске магије која се тамо завршава. Након што су прекинули снабдевање тврђаве вилинском магијом, стижу у вилински свет. Пошто је Џими био овде раније, он даје нетачно објашњење да то није стварно. Наилазе на Јоргена фон Стренгла, који објашњава да Крокер извлачи магију из Великог штапића да би нахранио Машину Судњег дана. Након што ослободе виле, стижу до Великог штапића, где побеђују Крокера летећи масивним егзооделом које покреће вилинска магија. Сунђер Боб и Дени закључују да су се зликовци повукли у Ретровил да би се прегруписали након што су поражени. Тими, с друге стране, верује да ће све бити у реду са Великим штапићем који ће вилама вратити њихову пуну магију, желећи лошим момцима у затвор и демонтирати машину Судњег дана. Међутим, Ванда најављује да Правила дозвољавају само промене Димсдејлове димензије, разочаравајући хероје.
Враћају се у Џимијеву лабораторију и упознају Синди Вортекс. Каламитус их контактира, откривајући да је Машина Судњег дана скоро готова. Сунђер Боб види Годарда како се чеше и каже да би требало да се окупа, наводећи Џимија да схвати да је Каламитус подметнуо бота за буве у Годарда да га шпијунира. Схвативши да је једини начин да зауставе Каламитуса да уђу у траг сигналу робота бува, хероји користе Џимијев зрак за смањење да би се смањили и ушли у Годарда, а након што је победио бота бува, Џими хакује кола робота бува да би лоцирао Каламитусову јазбину. По доласку, Синдикат изјављује да ће садашњи свет Ретровила бити уништен као показивање њихове моћи, а машина ће их заштитити од уништења. Упркос томе што су хероји оштетили машину, зликовци настављају одбројавање. Сунђер Боб чудесно искључује машину Судњег дана, а Каламитус се жали што је заборавио да заврши резервно напајање.
Са Каламитусом у затвору, јунаци се разилазе. Џими сваком херојима даје по Neutronic Recaller у случају будућег инцидента. Сунђер Боб први одлази, највероватније држећи Планктона заробљеног у џепу. Дени даје Џимију други Фентон термос који је направио са Џимијевим фотокопир апаратом (пошто је Влад заробљен у оригиналу), за који Џими мисли да ће му помоћи да схвати шта су „те фантазмске слике заиста биле“. Тими захваљује Џимију за Хипер-коцку, која држи Крокера заробљеног. Синди махне Тимију. Након овога, Џими љутито узвикује познату реченицу: "Синди, излази из моје лабораторије!"

## Пријем
Све верзије игре су добиле углавном помешане критике, углавном критиковане због монотоније игре. У прегледу ИГН-а, Марк Бозен је дао ДС верзији игре 5/10 звездица, наводећи да је концепт crossover-а урађен „далеко боље у претходним играма“. У позитивнијој рецензији за Плејстејшн 2 верзију, Gamezone је оценио да ће „иако се помало понављају, линеарни дизајн и једноставне шеме управљања привући играче и није тешко проћи кроз нивое“. Агрегатор рецензија Метакритик дао је Плејстејшн 2 верзији игре оцену 53 од 100 на основу 8 рецензија. 